# Franz Bilko
Franz Bilko (ur. 5 czerwca 1894 w Gumpoldskirchen, zm. 24 kwietnia 1968 w Baden) – austriacki malarz, rysownik i grafik.

## Życiorys
Rodzina matki pochodziła z Gumpoldskirchnen, gdzie zajmowała się uprawą winnic. Ojciec, syn śląskiej chłopskiej rodziny, przywędrował do Wiednia, gdzie pracował jako czeladnik, a stamtąd przeniósł się do Gumpoldskirchnen. Rodzice Bilka później wyprowadzili się na stałe do Wiednia, ale sam Franz pozostał w Baden u swojej babci i tam spędził dzieciństwo i młodość.
W 1922 roku poślubił Hermine Niernsee, pochodzącą z Baden. Po ślubie zamieszkał w domu teściów, gdzie urządził swój atelier, w którym pracował do końca życia.
Już w czasie nauki w szkole ludowej w Gumpoldskirchnen wykazywał zdolności artystyczne. Po zdaniu matury w gimnazjum w Baden chciał kształcić się na kierunku artystycznym, ale ze względu na presję rodziców i sytuację ekonomiczną podjął studia prawnicze na Uniwersytecie Wiedeńskim. Rok później wybuchła I wojna światowa, a Bilko został powołany do wojska. Po powrocie z włoskiej niewoli w 1919 roku zdecydował się nie wracać na studia prawnicze i zostać artystą.
Studiował malarstwo na Akademie für angewandte Kunst w Wiedniu, przez rok kształcił się pod kierunkiem Waltera Püttnera na Akademii Sztuk Pięknych w Monachium.
Po ukończeniu studiów zdobył spore uznanie w rodzinnym Baden, pracował też jako ilustrator austriackich i niemieckich gazet, a także ilustrował różne wydania bajek, zwłaszcza dla Herold-Verlag, wydawnictwa ze Stuttgartu.
W czasie II wojny światowej został powołany do wojska. Był tłumaczem we Włoszech, gdzie w 1943 roku wykonał serię rysunków, przedstawiających antyczny Rzym.
Po zakończeniu wojny przez krótki czas pozostawał w amerykańskiej niewoli. Po powrocie do Baden wrócił do pracy artystycznej. W okresie powojennym stworzył m.in. romantyczne widoki i obrazy, poświęcone historii przemysłu w Traiskirchen i Baden.
Zmarł 24 kwietnia 1968 w swoim mieszkaniu w Baden w wyniku wypadku, spowodowanego wadliwą instalacją gazową.
W Gumpoldskirchen nazwano ulice jego imieniem (Franz-Bilko-Gasse).

## Prace (wybór)
- 1945–1946: Christus mit Jüngern von Emmaus w Michaelskirche Gumpoldskirchen

## Literatura
- Glanzner, Josef: Der niederösterreichische Maler und Zeichner Franz Bilko, 1894 – 1968. Monographie / Bildband. Heimat-Verlag, Schwarzach 2008, ISBN 978-3-9500098-5-9.
- Hagenauer, Johann: Franz Bilko (1894–1968). Ein Romantiker des 20. Jahrhunderts. Bildband. Heimat-Verlag, Schwarzach 2004.
- Götz, Reinhard: Gedenkschrift, erschienen aus Anlass einer Sonderausstellung zum 40. Todestag von Franz Bilko im Stadtmuseum Traikirchen. Heimat-Verlag, Schwarzach 2008.
- Sonka, Josef: Der niederösterreichische Maler Franz Bilko. Sonderdruck aus: Die Bergstadt; 17 [ca. 1928/29], Breslau 1929, s. 131–136.